# Džemal Megrelišvili
Džemal Megrelišvili (* 28. února 1950) je bývalý sovětský a gruzínský zápasník – klasik.

## Sportovní kariéra
Pochází z gurijské obce Čočchaty. Zápasení se věnoval od útlého dětství pod vedením Micheila Tavartkiladzeho. Během vysokoškolských studií v Tbilisi se specializoval na řecko-římský styl. Poprvé na sebe výrazně upozornil vítězstvím na spartakiádě národů SSSR v roce 1971, na které vyhrál svou váhovou kategorii do 62 kg. V roce 1972 uspěl v sovětské olympijské nominaci a startoval na olympijských hrách v Mnichově. Ve čtvrtém kole prohrál s Řekem Steliosem Myjakisem a v šestém kole nastoupil proti východnímu Němci Heinz-Helmutu Wehlingovi. Pouze výhra na lopatky mu dávala možnost bojovat v dalších kolech o zlatou olympijskou medaili. Zápas s Wehlingem však nezvládl, prohrál 1:3 na klasifikační body a obsadil konečné 5. místo. V dalších letech se v sovětské reprezentaci výrazně neprosazoval a po roce 1977 se věnoval více trenérské práci. Jeho nejznámějším svěřencem byl Vachtang Blagidze.

## Výsledky
| Turnaj             | 1971 | 1972 | 1973 |
| Turnaj             | 21   | 22   | 23   |
| Turnaj             | -62  | -62  | -62  |
| ------------------ | ---- | ---- | ---- |
| Olympijské hry     |      | 5.   |      |
| Mistrovství světa  | —    |      | —    |
| Mistrovství Evropy |      | —    | —    |
| Univerziáda        |      |      | 1.   |